# MotoGP Hall of Fame

Dani Pedrosa zet zijn handtekening bij de MotoGP Legends onder toeziend oog van de directeuren van Dorna Sports en van de International Racing Teams Association

De MotoGP Hall of Fame is de Hall of Fame van het wereldkampioenschap wegrace. De leden ervan worden MotoGP Legends genoemd. 
Sinds de aanvang in 2000 zijn 38 motorcoureurs door de Fédération Internationale de Motocyclisme in de lijst opgenomen, zowel voormalig wereldkampioenen als Giacomo Agostini, Ángel Nieto, Mike Hailwood en Carlo Ubbiali als coureurs die vroegtijdig overleden zoals Jarno Saarinen en Daijiro Kato. De laatst toegevoegde coureur is Hans Georg Anscheidt. 

## MotoGP Legends
Van de 38 coureurs is Randy Mamola de enige die nooit wereldkampioen werd. Nicky Hayden en Dani Pedrosa zijn de enige MotoGP Legends die na hun introductie in de MotoGP Hall of Fame nog aan het wereldkampioenschap deelnamen. 
| † | Coureur werd postuum toegevoegd. |

| Jaar | Naam                 | Prestaties |
| ---- | -------------------- | --- |
| 2000 | Giacomo Agostini     | 8 x wereldkampioen 500 cc, 7x wereldkampioen 350 cc, 122 overwinningen |
| 2000 | Mick Doohan          | 5 x wereldkampioen 500 cc, 54 overwinningen |
| 2000 | Mike Hailwood †      | 4x wereldkampioen 500 cc, 2 x wereldkampioen 350 cc, 3 x wereldkampioen 250 cc, 76 overwinningen                                                                                     |
| 2000 | Ángel Nieto          | 7x wereldkampioen 125 cc, 6x wereldkampioen 50 cc, 90 overwinningen |
| 2000 | Wayne Rainey         | 3x wereldkampioen 500 cc, 24 overwinningen |
| 2000 | Kenny Roberts        | 3x wereldkampioen 500 cc, 25 overwinningen |
| 2000 | Kevin Schwantz       | 1x wereldkampioen 500 cc, 25 overwinningen |
| 2001 | Toni Mang            | 2x wereldkampioen 350 cc, 2x wereldkampioen 250 cc, 42 overwinningen |
| 2001 | Barry Sheene         | 2x wereldkampioen 500 cc, 23 overwinningen |
| 2001 | Freddie Spencer      | 2x wereldkampioen 500 cc, 1x wereldkampioen 250 cc, 27 overwinningen |
| 2001 | Carlo Ubbiali        | 3x wereldkampioen 250 cc, 6x wereldkampioen 125 cc, 39 overwinningen |
| 2002 | Geoff Duke           | 4x wereldkampioen 500 cc, 2x wereldkampioen 350 cc, 33 overwinningen |
| 2002 | Wayne Gardner        | 1x wereldkampioen 500 cc, 18 overwinningen |
| 2002 | Phil Read            | 2x wereldkampioen 500 cc, 4x wereldkampioen 250 cc, 52 overwinningen |
| 2003 | Daijiro Kato †       | 1x wereldkampioen 250 cc, 17 overwinningen |
| 2003 | John Surtees         | 4x wereldkampioen 500 cc, 3x wereldkampioen 350 cc, 38 overwinningen |
| 2005 | Eddie Lawson         | 4x wereldkampioen 500 cc, 31 overwinningen |
| 2007 | Jim Redman           | 4x wereldkampioen 350 cc, 2x wereldkampioen 250 cc, 45 overwinningen |
| 2009 | Jarno Saarinen †     | 1x wereldkampioen 250 cc, 15 overwinningen |
| 2013 | Casey Stoner         | 2x wereldkampioen MotoGP, 45 overwinningen |
| 2014 | Marco Simoncelli †   | 1x wereldkampioen 250 cc, 14 overwinningen |
| 2015 | Àlex Crivillé        | 1x wereldkampioen 500 cc, 1x wereldkampioen 125 cc, 20 overwinningen |
| 2015 | Nicky Hayden†        | 1x wereldkampioen MotoGP, 3 overwinningen |
| 2015 | Franco Uncini        | 1x wereldkampioen 500 cc, 7 overwinningen |
| 2017 | Marco Lucchinelli    | 1x wereldkampioen 500 cc, 6 overwinningen |
| 2017 | Kenny Roberts jr.    | 1x wereldkampioen 500 cc, 8 overwinningen |
| 2018 | Kork Ballington      | 2x wereldkampioen 350 cc, 2x wereldkampioen 250 cc |
| 2018 | Randy Mamola         | 4x tweede in het wereldkampioenschap 500 cc, 13 overwinningen |
| 2018 | Dani Pedrosa         | 2x wereldkampioen 250 cc, 1x wereldkampioen 125 cc, 54 overwinningen |
| 2019 | Stefan Dörflinger    | 2x wereldkampioen 50 cc, 2x wereldkampioen 80 cc, 18 overwinningen |
| 2019 | Jorge Martínez       | 1x wereldkampioen 125 cc, 3x wereldkampioen 80 cc, 37 overwinningen |
| 2021 | Valentino Rossi      | 6x wereldkampioen MotoGP, 1x wereldkampioen 500 cc, 1x wereldkampioen 250 cc, 1x wereldkampioen 125 cc, 115 overwinningen (een recordaantal van 89 overwinningen in de 500cc/MotoGP) |
| 2022 | Hugh Anderson        | 2x wereldkampioen 125 cc, 2x wereldkampioen 50 cc, 25 overwinningen |
| 2022 | Max Biaggi           | 4x wereldkampioen 250 cc, 42 overwinningen |
| 2022 | Jorge Lorenzo        | 3x wereldkampioen MotoGP, 2x wereldkampioen 250 cc, 68 overwinningen |
| 2022 | Luigi Taveri †       | 3x wereldkampioen 125 cc, 30 overwinningen |
| 2023 | Hans Georg Anscheidt | 3x wereldkampioen 50 cc, 14 overwinningen |
| 2023 | Andrea Dovizioso     | 3x tweede in de MotoGP, 1x wereldkampioen 125 cc, 24 overwinningen |